# John Eriksen
John Hartmann Eriksen (Assens, 20 de noviembre de 1957 - Svendborg, 12 de febrero de 2002) fue un jugador danés de fútbol que se desempeñó como delantero.

## Biografía
En 1964 su familia se trasladó a Svendborg donde empezó a jugar fútbol con su hermano en el FC Svendborg, ganó el torneo juvenil de Fionia en 1968 mostrando un prometedor futuro en el fútbol.
Después de su retiro, desarrolló la enfermedad de Alzheimer debiendo ser recluido en un hogar de ancianos. Falleció el 12 de febrero de 2002 luego de una accidental caída, el flamante exdelantero tenía 44 años.

## Carrera
Debutó en la primera del FC Svendborg con 17 años en 1975 y jugó hasta 1977; hizo 23 goles. Lo fichó el Odense BK y jugó tres temporadas realizando 42 goles en 60 partidos.
Regresó a su país en 1991 para retirarse en su FC Svendborg con 36 años en 1993, no sin antes marcar 39 goles en 57 partidos.

### En el extranjero
En el mercado de pases de enero de 1980 fue traspasado al Roda JC Kerkrade de los Países Bajos con el que jugó hasta 1984, disputó 144 partidos y marcó 80 goles.
Fichó con el FC Mulhouse de Francia por una temporada, jugando 34 partidos y marcando 27 goles. Luego regresó a los Países Bajos por una temporada con el Feyenoord Rotterdam, convirtiendo 22 goles en 31 partidos.
En 1986 lo contrató el Servette Football Club Genève de Suiza por tres temporadas, jugó 87 partidos y marcó 75 goles. Tras esto fichó por un año con el campeón FC Luzern, jugando 70 partidos y marcando 37 goles.

## Selección nacional
Con la selección de fútbol de Dinamarca jugó diecisiete partidos y marcó seis goles. Su última convocatoria fue para disputar la Eurocopa 1988 donde fue titular ante Italia y los daneses quedaron eliminados en primera ronda.

### Participaciones en Copas del Mundo
Eriksen debutó en México 86 entrando como suplente ante Alemania Federal, marcó el segundo gol en la victoria 2-0. Volvió a entrar como suplente en la caída 5-1 ante España por los octavos de final.
| Mundial                        | Sede   | Resultado        | PJ | Goles |
| ------------------------------ | ------ | ---------------- | -- | ----- |
| Copa Mundial de Fútbol de 1986 | México | Octavos de final | 2  | 1     |